# Śliwniki (Ozorków)
Pour les articles homonymes, voir Śliwniki.
Śliwniki est une localité polonaise de la gmina d'Ozorków, située dans le powiat de Zgierz en voïvodie de Łódź.